# Woondecoratie
Woondecoratie (of woonaccessoires) zijn onderdelen van een interieur die verplaatsbaar en makkelijk te vervangen zijn. Onder deze noemer vallen zaken zoals sierkussens, tafelkleden, bijzettafels, vloerkleden, spiegels, vazen en andere decoratieve objecten.

## Introductie
Woonaccessoires zijn niet strikt noodzakelijk voor de functie van een woonruimte, maar zijn een middel om de persoonlijke smaak van de eigenaar of gebruiker weer te geven. Door het gebruik van woondecoratie wordt een eigen sfeer gecreëerd in de ruimte, die makkelijk is aan te passen door het vervangen of verplaatsen van deze accessoires. Zo kan de eigenaar zelf binnen de grenzen van budget en smaak een ruimte van een eigen stijl voorzien, die zonder veel moeite of hoge kosten aan de seizoenen of trends kan worden aangepast. 

## Soorten woonaccessoires
Er zijn talloze soorten producten die als woonaccessoires worden aangemerkt, een aantal veelgebruikte soorten zijn: 
- Sierkussens, voor op de bank of op een stoel
- Tafelkleden
- Vazen en bloempotten
- Klein meubilair, zoals bijzettafels
- Spiegels
- Schemerlampen
- Losse vloerkleden
- Lantaarns (wanneer niet bedoeld als primaire verlichting)
- Waxinelichthouders
- Schalen en kommen